# Julius Nwosu
Julius Nwosu, né le 1er mai 1971, à Nkwere, au Nigeria, est un ancien joueur nigérian de basket-ball. Il évolue durant sa carrière au poste de pivot. 

## Palmarès
- 3e du championnat d'Afrique 2005
- Finaliste Coupe de France en 2001